# آيت بوداود
 آيت بوداود (بالإنجليزية: AIT BOUDAOUD)‏ هي جماعة قروية تابعة لإقليم زاكورة ضمن جهة درعة تافيلالت بالمغرب. بلغ مجموع عدد سكان  آيت بوداود حسب إحصاءات 2004 حوالي 5.293 نسمة يعيشون في 622 أسرة.

## إحصاء عام
| السنة | عدد السكان | عدد الأسر | عدد الأجانب |
| ----- | ---------- | --------- | ----------- |
| 1994  | 5568       | 562       | °°°°        |
| 2004  | 5293       | 622       | 0           |

## دواوير الجماعة
- أمراد
- أيت عثمان
- أيت علي أحسو
- أيت ألحيان
- ترك نايت ازو

## المؤسسات المحلية
يقام السوق الأسبوعي الخارجي كل يوم خميس.